# 阿尔曼斯韦勒
阿尔曼斯韦勒是德国巴登-符腾堡州的一个市镇。总面积4.10平方公里，总人口301人，其中男性154人，女性147人（2011年12月31日），人口密度73人/平方公里。